# Expulsion des Allemands de Tchécoslovaquie après la Seconde Guerre mondiale
L'expulsion des Allemands de Tchécoslovaquie après la Seconde Guerre mondiale fait partie d'une série d'évacuations et d’expulsions d'Allemands d'Europe centrale et orientale pendant et après la Seconde Guerre mondiale.
Pendant l'occupation allemande de la Tchécoslovaquie, les groupes de résistants tchèques, se fondant sur la terreur nazie pendant l'occupation, exigèrent l'expulsion des Allemands de Tchécoslovaquie. La décision d'expulser les Allemands fut adoptée par le gouvernement tchécoslovaque en exil qui, à partir de 1943, demanda le soutien des Alliés à cette proposition,. L'accord final pour l'expulsion de la population allemande ne fut toutefois obtenu que le 2 août 1945, à la fin de la conférence de Potsdam.
Dans les mois qui suivent la fin de la guerre, des expulsions « sauvages » eurent lieu de mai à août 1945. Le 28 octobre 1945, le président tchécoslovaque Edvard Beneš appela à la « solution finale de la question allemande » (en tchèque : konečné řešení německé otázky) qui devait être résolue par l'expulsion des Allemands de souche de la Tchécoslovaquie. Les expulsions furent exécutées sur ordre des autorités locales, la plupart du temps par des groupes de volontaires armés. Cependant, dans certains cas, elles furent engagées ou poursuivies avec l'aide de l'armée régulière. Plusieurs milliers de personnes moururent de façon violente lors de l'expulsion et beaucoup périrent de faim et de maladie. L'expulsion, décidée lors de la conférence de Potsdam, se déroula du 25 janvier 1946 à octobre de cette année. On estime que 1,6 million d'Allemands de souche furent expulsés vers la zone américaine de ce qui allait devenir l'Allemagne de l'Ouest. On estime que 800 000 furent déportés vers la zone soviétique (dans ce qui allait devenir Allemagne de l'Est).
Les expulsions prirent fin en 1948, mais les Allemands n’avaient pas tous été expulsés. Les estimations du nombre d’Allemands de souche non-expulsés varient d'environ 160 000 à 250 000.
En 1958, le gouvernement ouest-allemand estima le nombre de morts à environ 270 000, un chiffre qui est repris dans la littérature historique depuis lors. Des recherches récentes menées par une commission conjointe d'historiens allemands et tchèques en 1995 conclut que l’estimation de 220 000 à 270 000 décès avait été surévaluée et fondée sur des renseignements erronés. Ils conclurent qu’au moins 15 000 personnes avaient péri et que ce nombre pouvait s’élever jusqu'à un maximum de 30 000 en supposant que certains décès n'avaient pas été déclarés. La Commission statua également que les archives allemandes indiquaient 18 889 décès confirmés, dont 3 411 suicides. Les archives tchèques indiquaient 22 247 décès, dont 6 667 cas inexpliqués ou de suicides,,,,,,. Le service de recherche de l’Église allemande fut en mesure de confirmer la mort de 14 215 personnes pendant les expulsions de Tchécoslovaquie (6 316 de morts violentes, 6 989 dans les camps d'internement et 907 comme travailleurs forcés en URSS).

## Plans visant à expulser les Allemands des Sudètes
À la conférence de paix de Paris, le professeur à l’université d’Harvard Archibald Cary Coolidge présenta son rapport à la délégation américaine proposant la séparation des Sudètes de la Bohême et de la Moravie, car il apparaissait peu judicieux de forcer 3,5 millions d'Allemands à rester sous la domination tchèque, en violation du principe d'auto-détermination.[18] À la suite des accords de Munich de 1938 et de l'occupation de la Bohême et de la Moravie par les forces hitlérienne en mars 1939, Edvard Beneš entreprit de convaincre les Alliés pendant la Seconde Guerre mondiale que l'expulsion était la meilleure solution. Presque aussitôt les troupes allemandes occupaient les Sudètes en octobre 1938, Edvard Beneš et plus tard, le gouvernement tchécoslovaque en exil poursuivirent une double politique : la restauration de la Tchécoslovaquie sur ses frontières d'avant Munich et le retrait, via une combinaison de rectifications de frontières mineures et d’un transfert de population, de la minorité allemande pour rétablir l'intégrité territoriale de l'État. Bien que les détails changèrent avec l’opinion publique britannique et de l'opinion officielle et sous la pression des groupes tchèques de résistance, les objectifs généraux du gouvernement tchécoslovaque en exil restèrent les mêmes pendant toute la guerre.
La politique d'avant-guerre de protection des minorités était maintenant considérée comme inutile et contre-productive (et les minorités elles-mêmes étaient considérées comme source de troubles et d'instabilité), car elle conduisait à la destruction du régime démocratique et de l'ensemble de l'État tchécoslovaque. Par conséquent, les dirigeants tchécoslovaques décidèrent de changer le caractère multi-ethnique de l'État en un État comprenant 2 ou 3 groupes ethniques (les Tchèques, les Slovaques et les Ruthènes initialement aussi). Cet objectif devait être atteint par l'expulsion de la majeure partie des membres de la minorité et l'assimilation du restant. Puisque presque toutes les personnes d'origine allemande et magyare avaient acquis la citoyenneté allemande ou hongroise pendant l'occupation de la Tchécoslovaquie, l'expulsion pouvait être légalisé comme le bannissement d’étrangers (en allemand : Ausweisung).[19]
Le 22 juin 1942, après que les plans pour l'expulsion des Allemands des Sudètes devinrent connus, Wenzel Jaksch (un social-démocrate allemand des Sudètes en exil) écrivit une lettre à Edvard Beneš pour protester contre ces plans.[20]
Au départ, seuls quelques centaines de milliers d’Allemands des Sudètes devaient être affectés, et ceux qui étaient perçus comme ayant été déloyaux envers la Tchécoslovaquie et qui, selon Beneš et l'opinion publique tchèque, avaient agi comme une « cinquième colonne » d’Hitler. En raison de l'escalade des atrocités nazies dans la Tchécoslovaquie occupée, les exigences du gouvernement tchécoslovaque en exil, des groupes tchèque de résistance et également de la grande majorité des Tchèques pour l'expulsion concernèrent de plus en plus d'Allemands, sans enquête individuelle pour conclure à leur culpabilité individuelle. La seule exception fut 160 000 à 250 000 personnes d'origine allemande « anti-fascistes » et les Allemands ayant une importance cruciale pour les industries furent autorisés à rester en Tchécoslovaquie. Les Tchèques et leur gouvernement ne voulaient pas que l’avenir de la Tchécoslovaquie fût grevée par une importante minorité allemande.
Pendant l'occupation allemande de la Tchécoslovaquie, en particulier après les représailles nazies pour l'assassinat d’Heydrich, la plupart des groupes de résistance tchèques demandèrent que la solution finale de la question allemande fût résolue par déportation ou expulsion. Ces demandes furent adoptées par le gouvernement en exil qui, à partir de 1943, demanda le soutien des Alliés à cette proposition.[2] L'accord final pour le transfert de la minorité allemande ne fut cependant pas accordé avant le 2 août 1945 à la fin de la conférence de Potsdam. Le rédacteur de l'article XIII du communiqué de Potsdam concernant les expulsions, Sir Geoffrey Harrison, écrivit le 31 juillet 1945 à Sir John Troutbeck, chef du département allemand du Foreign Office : « Le sous-comité s’est réuni à trois reprises, en prenant comme base de discussion un projet que je faisais circuler […] Sobolov estima que les Polonais et Tchécoslovaques qui souhaitent expulser leurs populations allemandes voyaient cela comme l'accomplissement d'une mission historique et que le gouvernement soviétique ne voulait pas essayer de l'empêcher […] Cannon et moi, naturellement, nous opposâmes fortement à ce point de vue. Nous avons dit clairement que nous n'avions pas aimé l'idée de transferts massifs de population de toute façon. Comme cependant, nous ne pouvions pas les empêcher, nous souhaitions veiller à ce qu'ils soient menées de manière aussi ordonnée et humaine que possible… » (FO 371/46811, publié en fac-similé dans Nemesis à Potsdam de A. de Zayas, p. 232–34).

## Allemands en Tchécoslovaquie à la fin de la guerre

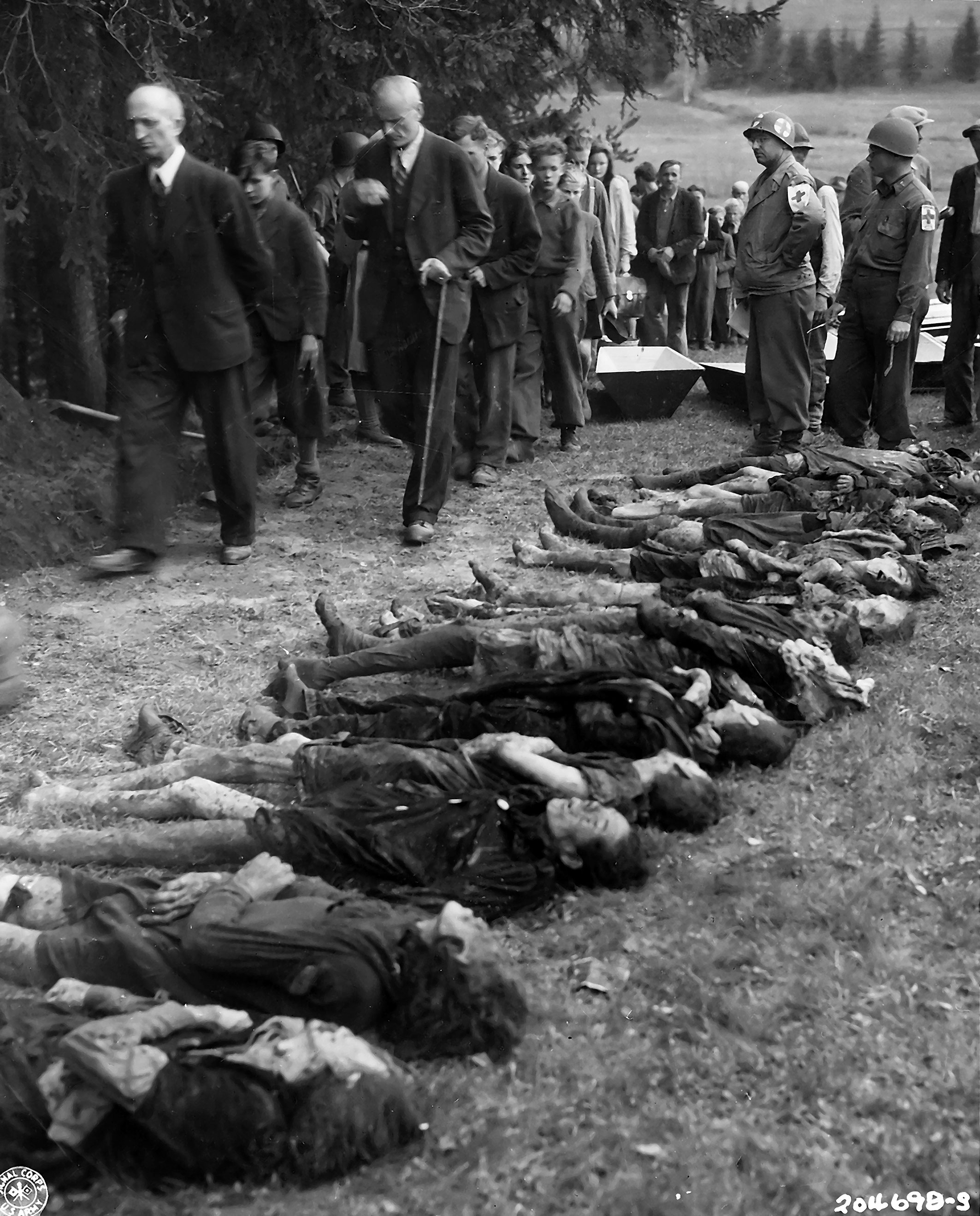
Des Allemands des Sudètes obligés de passer devant les corps de 30 femmes juives fusillés par les troupes SS à Volary (au total 95 femmes furent torturées à mort en ce lieu).

Développer une image claire de l'expulsion des Allemands de Tchécoslovaquie est difficile en raison des conditions chaotiques qui existaient à la fin de la guerre. Il n'y avait pas de gouvernement central stable et la tenue de dossiers était inexistante. Plusieurs des événements qui se produisirent pendant la période étaient spontanés et locaux plutôt que d'être le résultat de directives politiques coordonnées d'un gouvernement central. Parmi ces événements spontanés, l'enlèvement et la détention des Allemands des Sudètes furent déclenchés par le fort sentiment anti-allemand au niveau local et organisé par les responsables locaux.
Selon la commission Schieder, les dossiers de rationnement des coupons alimentaires indiquent 3 070 899 habitants dans les Sudètes occupée en janvier 1945, qui comprenait des Tchèques ou d'autres non-Allemands. En outre, la plupart des quelque 100 000 Allemands des Carpates de Slovaquie furent évacués sur ordre d’Himmler dans la région Bohême-Moravie juste avant la fin de la guerre. Durant les mois d’avril et de mai 1945, environ 1,6 million d'Allemands de Silésie polonaise fuirent devant l’avancée des forces soviétiques et devinrent des réfugiés en Bohême-Moravie. Ainsi, selon les estimations allemandes, il y avait 4,5 millions de civils allemands présents en Bohême-Moravie en mai 1945.

## Chronologie des expulsions
Vu de Londres et de Moscou, les politiciens tchèques et slovaques en exil suivirent l’armée soviétique avançant et poussant les forces allemandes vers l'ouest, pour retourner sur le territoire de l'ex-Première République tchécoslovaque. Beneš proclama le programme du gouvernement tchécoslovaque nouvellement nommé le 5 avril 1945, dans la ville de Košice au nord-est de la Tchécoslovaquie. Il incluait l'oppression et la persécution des non-tchèques et des populations non-slovaques de la République tchécoslovaque partiellement restaurée. Après la proclamation du programme de Košice, la population allemande et hongroise vivant dans l'État tchécoslovaque renaissant furent soumises à diverses procédures judiciaires : révocations de citoyenneté, confiscation de biens, condamnation aux camps de travaux forcés, et nomination des gestionnaires gouvernementaux dans les entreprises et exploitations agricoles détenues par des Allemands ou des Hongrois, processus appelées par euphémisme « reslovaquisation ».

### Rôle de l'armée tchécoslovaque
Le général Zdeněk Novák, chef du commandement militaire de Prague "Alex", émit l’ordre de « déporter tous les Allemands du territoire dans ses frontières historiques ». Une brochure publiée le 5 juin intitulée « Dix commandements pour les soldats tchécoslovaques dans les régions frontalières » établissait que « les Allemands restaient [les] ennemis irréconciliables. Ne pas cesser de haïr les Allemands… Comportez vers les Allemands comme un vainqueur… Soyez dur avec les Allemands… les femmes allemandes et les Jeunesses hitlériennes portent également la responsabilité des crimes des Allemands. Traitez également avec eux d'une manière intransigeante ».
Le 15 juin 1945, un décret du gouvernement ordonna à l'armée de terre de mettre en œuvre des mesures pour arrêter les criminels nazis et pour mener à bien le transfert de la population allemande. Le 27 juillet 1945, le ministère de la Défense nationale émit un ordre secret ordonnant que le transfert devait être effectué sur une aussi grande échelle que possible et aussi rapidement que possible, de manière à placer les puissances occidentales devant un fait accompli.

### Décrets Beneš
Entre 1945 et 1948, une série de décrets présidentiels, lois et statuts furent proclamés par le président de la République, le parlement tchécoslovaque basé à Prague, le Conseil national slovaque (Parlement) basé à Bratislava et par le Conseil des commissaires slovaques (un appendice du gouvernement tchécoslovaque à Bratislava).

#### Accords de Potsdam
XIII. Transferts méthodiques des populations allemandes :
« La conférence est parvenue à l'accord suivant sur le déménagement des Allemands de Pologne, de Tchécoslovaquie et de Hongrie :
- les trois gouvernements (États-Unis, Grande-Bretagne et Union soviétique), ayant examiné la question sous tous ses aspects, reconnaissent que le transfert en Allemagne des populations allemandes, restantes en Pologne, en Tchécoslovaquie et en Hongrie, devra être entrepris. Ils conviennent que tous les transferts qui auront lieu devront être effectuées d'une manière ordonnée et humaine ».

Les conclusions de la conférence de Potsdam furent confirmées par les États signataires en 1996.

#### Décrets présidentiel 2.a
Plus aucune loi, décret, normes tchécoslovaque (tchèque) qui aurait concerné le déplacement de la population allemande n'est effective.

#### Décrets 5, 12, 33, 108 de 1945
Les décrets 5, 12, 33, 108/1945 concernaient l'expropriation des traîtres durant la période de guerre et des collaborateurs accusés de trahison, mais aussi de tous les Allemands et des Hongrois. Ils ordonnèrent également le retrait de la citoyenneté aux personnes d'origine allemande et hongroise qui étaient traités collectivement comme des collaborateurs (ces dispositions furent annulées pour les Hongrois en 1948). Cela fut ensuite utilisé pour confisquer leurs biens et expulser environ 90 % de la population d’origine allemande de Tchécoslovaquie. Ces personnes furent collectivement accusés d’avoir soutenu les Nazis (par le biais du Parti allemand des Sudètes, le parti politique dirigé par Konrad Henlein) et l'annexion des régions frontalières tchèques par le Troisième Reich en 1938. Les décrets 33 et 108 de 1945 statuaient explicitement que les sanctions n’étaient pas applicables aux antifascistes. En général, cela relevait de la décision des municipalités locales. 160 000 à 250 000 Allemands, certains antifascistes, mais pour la plupart des gens indispensables à l'industrie restèrent en Tchécoslovaquie.

##### Décretno33/1945du2 août 1945
Sur la base de ce décret, l'État tchécoslovaque libérait de leur citoyenneté
les personnes qui, « en conformité avec les lois de l'occupant étranger
avaient acquis la nationalité allemande ou hongroise ». La citoyenneté tchécoslovaque fut maintenue aux Allemands (280 000) qui, au moment où croissait la menace sur la République tchécoslovaque, avaient officiellement soutenu les Tchèques, ou ceux qui avaient manifesté « leur fidélité à la république tchécoslovaque, et qui n'avait jamais commis d’infraction contre les nations tchèque et slovaque, et qui avaient soit participé activement à la lutte pour la libération du pays, ou avait souffert sous la terreur nazie ou fasciste ».

##### Décretno5/1945du3 juin 1945
Il déterminait que « toute forme de transfert de propriété et opération portant sur les droits de propriété de biens mobiliers et immobiliers, public et privée devait être annulée, s’ils étaient postérieur au 29 septembre 1938, et réalisé sous la pression de l'occupant nazi, ou du fait d’une persécution raciale ou politique » (ce décret abrogea les mesures de confiscation nazis adoptée contre les victimes du nazisme).

##### Décretno108/1945du25 octobre 1945
Il est confisqué, sans compensation, les propriétés de :
1. L'Empire allemand et du royaume de Hongrie ;
2. Les personnes privées de nationalité allemande et hongroise (cf. décret no 33/1945), sauf pour les personnes qui ont prouvé qu'elles étaient restée fidèles à la république tchécoslovaque ;
3. Les personnes privées qui ont exercé des activités contre l'indépendance, l'autonomie, la sécurité et la défense de la république tchécoslovaque…

La confiscation fut basée sur le consensus international déclaré dans les documents de la conférence de Potsdam et l'accord de Paris de 1945. Décrets présidentiel 2.
Des mesures similaires de confiscation furent également prises dans d'autres états membres (de l'Union européenne), comme les Pays-Bas, la Belgique, le Luxembourg et le Danemark. Décrets du président de la république.

### Massacres
À l'été 1945, il y eut des massacres localisés de population allemande. Les exemples suivants sont décrits dans une étude réalisée par l’Institut universitaire européen de Florence :
- du 18 au 19 juin 1945, dans l'incident de Přerov, 71 hommes, 120 femmes et 74 enfants (265 Allemands) qui étaient des Allemands des Carpates habitant Dobšiná traversaient Horní Moštěnice près de la gare Přerov. Là, ils furent extraits du train par des soldats tchécoslovaques, conduits en dehors de la ville au sommet d’une colline appelée « Švédské šance », où ils furent forcés de creuser leurs propres tombes, à la suite de quoi ils furent tous abattus[25] ;
- 20 000 Allemands furent contraints de quitter Brno pour des camps en Autriche. Z. Beneš rapporta 800 décès[26] ;
- les estimations du nombre de personnes tuées lors du massacre d’Ústí s’échelonnent de 42 à 2 000 civils[27]. À la place des Allemands, le régime socialiste déplace les populations tchécoslovaques de Slovaquie et de Ruthénie subcarpatique, laquelle est attribuée à l'Union soviétique à la suite des accords de Yalta. Les estimations récentes vont de 80 à 100 morts[28] ;
- Plus de 763 Allemands de souche furent abattus à Postelberg (maintenant Postoloprty)[26],[29],[30]. En septembre 1947, une commission parlementaire tchécoslovaque enquêta sur des rapports de charniers disséminés dans la ville de Postoloprty en Bohême du nord. Au total, l'enquête déterra 763 corps d’Allemands, victimes d'un détachement zélé de l'armée tchécoslovaque exécutant les ordres de « nettoyage » des Allemands de la région à la fin mai 1945. Les personnes expulsées qui survécurent au massacre estimèrent le nombre de leurs voisins assassinés à environ 800.

### Camps d'internement
Selon le Centre contre les expulsions, centre de documentation controversé, certains Allemands furent envoyés dans des camps de concentration. Un rapport de 1964 par la Croix-Rouge allemande établit que 1 215 « camps d'internement » furent mis en place, ainsi que 846 « centres disciplinaire et de travail forcé » et 215 prisons sur le territoire tchécoslovaque. Des tribunaux spéciaux condamnèrent 21 469 personnes à la prison et 713 furent exécutés pour des crimes commis pendant l'occupation nazie. Ils estimèrent approximativement que 350 000 Allemands de Tchécoslovaquie transitèrent parmi une ou plusieurs de ces institutions et 100 000 périrent. Cependant, la Croix-Rouge ne fut en mesure de confirmer que 6 989 décès dans les camps d'internement.
Selon Alfred de Zayas :
« L'un des pires camps en Tchécoslovaquie après-guerre était l'ancien camp de concentration nazi de Theresienstadt. Les conditions sous la nouvelle administration tchèque sont décrites par H. G. Adler, un ancien détenu juif, comme suit : « […] en majorité, c’étaient des enfants et des jeunes, qui avaient seulement été enfermés parce qu'ils étaient allemands. Seulement parce qu'ils étaient allemands... ? Cette phrase semble terriblement familière ; seul le mot « juifs » avait été changé pour celui d’« allemands ». [...] Les gens étaient abominablement nourris et maltraités, et ils ne furent pas mieux lotis que dans les camps de concentration allemands.
Les internés civils qui survécurent pour être expulsés expliquèrent les horreurs de mois et d’années de famine et de mauvais traitements dans des milliers de déclarations sous serments. Les autorités alliées dans les zones américaines et britanniques furent en mesure d'enquêter sur plusieurs cas, y compris le célèbre camp de concentration de České Budějovice en Bohême du Sud. Le commandant adjoint de ce camp dans les années 1945-46, Václav Hrneček, plus tard fuit la Tchécoslovaquie et se rendit en Bavière, où il fut reconnu par les anciens détenus allemands du camp. Hrneček fut traduit devant un tribunal américain de la Haute Commission alliée pour l'Allemagne présidée par le juge Leo M. Goodman. La Cour le condamna à une peine de huit ans ayant été établi que le camp Budějovice était géré d’une façon criminelle et cruelle, que bien qu'il n'y avait pas de chambres à gaz et, aucune extermination systématique et organisée, le camp était un centre de sadisme, où la vie humaine et la dignité humaine n’avaient pas de sens. »

### Expulsions
Les Allemands vivant dans les régions frontalières de la Tchécoslovaquie furent expulsés du pays à la fin 1945. La commission mixte germano- tchèque d’historiens estimait qu'il y avait eu environ 15 000 morts violentes,,,. Les archives tchèques rapportent 15 000 à 16 000 décès sans compter 6 667 cas supplémentaires inexpliqués ou suicides pendant l'expulsion, et d'autres moururent de faim et de maladie en Allemagne des conséquences de l’expulsion. À elle seule, l'expulsion des Allemands de Brno vers l'Autriche (par Pohořelice) aurait fait 5 000 morts. En 1946, on estimait que 1,3 million de personnes d’origine allemande avaient été expulsées vers la zone américaine de la future Allemagne de l'Ouest, et 800 000 vers la zone soviétique (qui allait devenir la République démocratique allemande).

### Loino115/1946Coll.
Le 8 mai 1946, l’assemblée nationale provisoire tchécoslovaque adopta le décret no 115/1946. Il fut adopté conjointement avec les décrets Beneš et précisait que « tout acte commis entre le 30 septembre 1938 et le 28 octobre 1945, dont l'objet était d'aider la lutte pour la liberté des Tchèques et des Slovaques ou qui représentait de justes représailles pour actions des forces d'occupation et de leurs complices, n’[était] pas illégal, même si de tels actes p[ouvaient] par ailleurs être punissables par la loi ». Cette loi, qui est toujours en vigueur, assura de facto qu'aucune des atrocités contre les Allemands au cours de la période en question ne fut l’objet de poursuite en Tchécoslovaquie.
Les activités (qui seraient autrement considérées comme criminelles), ne sont pas illégales si leur « objectif était de contribuer à la lutte pour faire retrouver la liberté des Tchèques et des Slovaques ou visaient à des représailles justes pour les actes des occupants ou leurs collaborateurs ».
Sans cette loi, de nombreux résistants encourraient des poursuites pénales pour leurs activités contre les nazis. La loi stipulant que les peines prononcées contre les combattants de la résistance tchèque pendant la guerre resta effective en Allemagne jusqu'en 1997.
Cependant, le gouvernement tchèque exprima ses regrets dans la Déclaration commune germano-tchèque de 1997 sur les relations mutuelles et leur développement futur.
III. « La partie tchèque regrette que, par l'expulsion forcée et la réinstallation forcée des Allemands des Sudètes de l'ex-Tchécoslovaquie après la guerre, ainsi que par l'expropriation et la privation de la citoyenneté, beaucoup de souffrances et d'injustice furent infligées à des innocents, compte tenu également du fait que la culpabilité fut attribuée collectivement. Elle regrette en particulier les excès qui sont contraires aux principes humanitaires élémentaires ainsi qu’aux normes juridiques en vigueur à ce moment-là, et elle regrette en outre que la loi no 115 du 8 mai 1946 permit de considérer ces excès comme n’étant pas illégaux et qu'en conséquence ces actes ne furent pas punis ».

## Résultats
En 1996, la commission conjointe germano-tchèque d’historiens établit les estimations suivantes : les décès causés par la violence et les conditions de vie anormales s’élevèrent à environ 10 000 personnes, 5 000 à 6 000 autres personnes périrent pour des raisons non précisées mais liées à l'expulsion. La somme totale des victimes de l'expulsion s’éleva donc de 15 000 à 16 000 personnes (ce qui exclut les suicides, soit encore environ 3 400 autres cas),,,.

## Héritage
Le Comité des droits de l'homme des Nations Unies rendit des décisions dans trois affaires concernant les Allemands des Sudètes (Des Fours Walderode v. République tchèque, Petzoldova v. République tchèque, Czernin v. République tchèque) dans lequel les violations des articles 26 et 14 du Pacte international relatif aux droits civils et politiques furent établies. La république tchèque reçut l’injonction de restituer les biens à leurs propriétaires légitimes. En 2010, les vues du Comité n'avaient pas été mis en œuvre.
Les sondages d'opinion indiquent que le public est opposé à de telles mesures.
Selon un article paru dans le Prague Daily Monitor : la déclaration germano-tchèque de 1997 était parvenu à un compromis et exprima des regrets sur les torts causés à des innocents par « les expulsions d'après-guerre, ainsi que les déportations forcées des Allemands des Sudètes de la Tchécoslovaquie, l'expropriation et la déchéance de la citoyenneté » sur la base du principe de culpabilité collective.
Les politiciens allemands et les Allemands des Sudètes expulsés utilisent couramment le mot « expulsion » pour les événements. Cependant, les représentants politiques dans la République tchèque et de la Pologne, d’où des millions d'Allemands durent déménager après la Seconde Guerre mondiale évitent habituellement cette expression et utilisent plutôt le mot « déportation ».

### Indemnisation des expulsés
Le Bureau des Affaires étrangères et du Commonwealth britannique et le Département d'État américain prévoyaient une « commission de transfert de population» similaire à la disposition prévue dans le traité de Lausanne de 1923 destinée à fournir une compensation pour la propriété privée des Grecs et des Turcs transférés après la guerre kémaliste de 1919-1923. Mais les événements allèrent les prendre de vitesse, les expulsions ayant commencé en mai 1945, bien avant la conférence de Potsdam et avant tout accord sur une commission, tout avait été réglé. Aucune commission de transfert de population ayant compétence pour évaluer les revendications des expulsés allemands ne fut jamais mise en place. (Voir les documents du Public Record Office FO 371/46810 et FO 371/46811). Dès que le gouvernement tchécoslovaque en exil eut décidé que le transfert de la population était la seule solution à la question allemande, le problème des réparations (indemnité de guerre) y fut étroitement associé. La proposition de transfert de population, telle que présentée dans les négociations avec les gouvernements des États-Unis, du Royaume-Uni et de l’URSS, incluait la confiscation des biens des Allemands pour couvrir les demandes de réparations de la Tchécoslovaquie ; l'Allemagne devant verser une indemnité à ses citoyens. Ce fait accompli avait pour but d'empêcher l'Allemagne d’échapper au paiement de réparation comme cela s’était passé après la Première Guerre mondiale.
Ce plan fut proposé à l'Agence Interalliée des Réparations en 1945, mais à cause du déclenchement de la guerre froide, il ne fut jamais confirmé par aucun traité avec l'Allemagne. L'agence termina son œuvre en 1959 et le statu quo est le suivant : la république tchèque conserva les propriétés des Allemands de souche expulsés tandis que l'Allemagne ne versa pas de réparations (seulement 0,5 % environ des demandes tchécoslovaques furent satisfaites). Pour cette raison, à chaque fois que les Allemands des Sudètes demandèrent des compensations ou l'abolition des décrets Beneš, les Tchèques menacèrent en retour de demander des réparations.
Même lors de la préparation de la déclaration germano-tchèque, la partie allemande évita la demande tchèque de confirmer le statu quo par l'accord. Toutefois, l'Allemagne accepta le fait accompli de la Tchécoslovaquie et versa une indemnisation aux expulsés. Il est un fait peu connu que, jusqu'en 1993, le gouvernement allemand versa environ 141 milliards de DM aux expulsés.
Contrairement à l'Allemagne, la question de l'indemnisation des expulsés fut, au moins sur le papier, close par plusieurs traités avec l'Autriche et la Hongrie. Les plus importants sont :
- traité du 19 décembre 1974. Selon ce traité, la Tchécoslovaquie promit de payer 1 000 000 000 ATS pour couvrir les demandes de compensations pour les propriétés des citoyens autrichiens et renonça à tous les anciens territoires et toutes les autres exigences du pays ou individuelles contre l'Autriche. La partie autrichienne renonça à toutes les demandes contre la république socialiste tchécoslovaque et promit de ne pas soutenir les demandes individuelles liées aux expulsions contre la république socialiste tchécoslovaque ;
- traité du 3 février 1964. Selon ce traité, la Tchécoslovaquie promit de satisfaire toutes les demandes de la Hongrie et des citoyens hongrois liées aux confiscations en payant 20000000 KCS.

### Incidents
- Massacre d'Ústí
- Marche de la mort de Brno (en)

### Articles généraux
- Évacuation et expulsion pendant la Seconde Guerre mondiale
- Histoire de la Tchécoslovaquie, Histoire de la Tchéquie, Histoire de la Slovaquie
- Relations entre l'Allemagne et la Tchéquie
- Allemands en Tchécoslovaquie (1918-1938) (en)
- Région des Sudètes
- Expulsion des Allemands d'Europe de l'Est
- Liste de massacres en Tchéquie (en) (dont ceux de 1939-1945 par ou contre des Allemands)
- Estimations démographiques de l'exode allemand d'Europe de l'Est (en)
- Décrets Beneš